# Красногорское (Крым)
Красного́рское (до 1945 года Нейза́ц; укр. Красногірське, крымскотат. Çuqurça, Чукъурча) — село в Белогорском районе Республики Крым, входит в состав Ароматновского сельского поселения (согласно административно-территориальному делению Украины — Ароматновского сельского совета Автономной Республики Крым).

## Население
| 2001 | 2014 |
| ---- | ---- |
| 294  | ↘211 |

### Динамика численности
| - 1811 год — 167 чел. - 1818 год — 181 чел. - 1825 год — 254 чел. - 1833 год — 281 чел. - 1858 год — 613 чел. - 1864 год — 510 чел. - 1886 год — 968 чел. - 1889 год — 365 чел. - 1892 год — 1267 чел. | - 1902 год — 1237 чел. - 1915 год — 1286/68 чел. - 1918 год — 430 чел. - 1926 год — 595 чел. - 1939 год — 868 чел. - 1989 год — 302 чел. - 2001 год — 294 чел. - 2009 год — 278 чел. - 2014 год — 211 чел. |

Всеукраинская перепись 2001 года показала следующее распределение по носителям языка
| Язык             | Процент |
| ---------------- | ------- |
| русский          | 70.07   |
| крымскотатарский | 22.45   |
| украинский       | 6.46    |
| другие           | 0.68    |

## Современное состояние
На 2017 год в Красногорском числится 7 улиц и 1 переулок; на 2009 год, по данным сельсовета, село занимало площадь 82 гектара на которой числилось 278 дворов. В селе действуют общеобразовательная школа, фельдшерско-акушерский пункт. Красногорское связано автобусным сообщением с Симферополем и соседними населёнными пунктами.

## География
Красногорское расположено на западе района, в горах Внутренней гряды Крымских гор. Село лежит на правом склоне верховьев долины реки Зуя, высота центра села над уровнем моря — 404 м. Ближайшие сёла: Баланово в 1 км на запад, Курортное — 1 км на восток и Вишнёвое — 3 км на север. Расстояние до райцентра — около 29 километров (по шоссе), до ближайшей железнодорожной станции Симферополь — также примерно 29 километров. Транспортное сообщение осуществляется по региональной автодороге 35Н-125 Ударное — Красногорское (по украинской классификации — С-0-10349).

## История
Немецкое лютеранское село, основанное 38 семьями колонистов из Вюртемберга, Эльзаса, Баварии и Бадена в 1804 году на 922 десятинах полученной от правительства земли. Название дано по селу Нейзац (нем. Neusatz)— родине переселенцев в Вюртемберге. В 1812 году был образован собственный приход, в 1825 году построена церковь. Вначале существовало в рамках Нейзацкого колонистского округа. На карту 1817 года и в Ведомость о всех селениях, в Симферопольском уезде состоящих… 1805 года село не попало, но известно, что в 1811 году было 167 жителей. Шарль Монтандон в своём «Путеводителе путешественника по Крыму, украшенный картами, планами, видами и виньетами…» 1833 года так описал селение 
Нейзац, насчитывающий 281 жителя (все они немцы), состоит из
40 домов, реформатской церкви, пасторского дома, школы и общинного амбара для хлеба.
 На карте 1836 года в деревне 38 дворов, а на карте 1842 года немецкая колония Нейзац обозначена как крупное селение, но без указания числа дворов (в 1858 году — 613 человек).

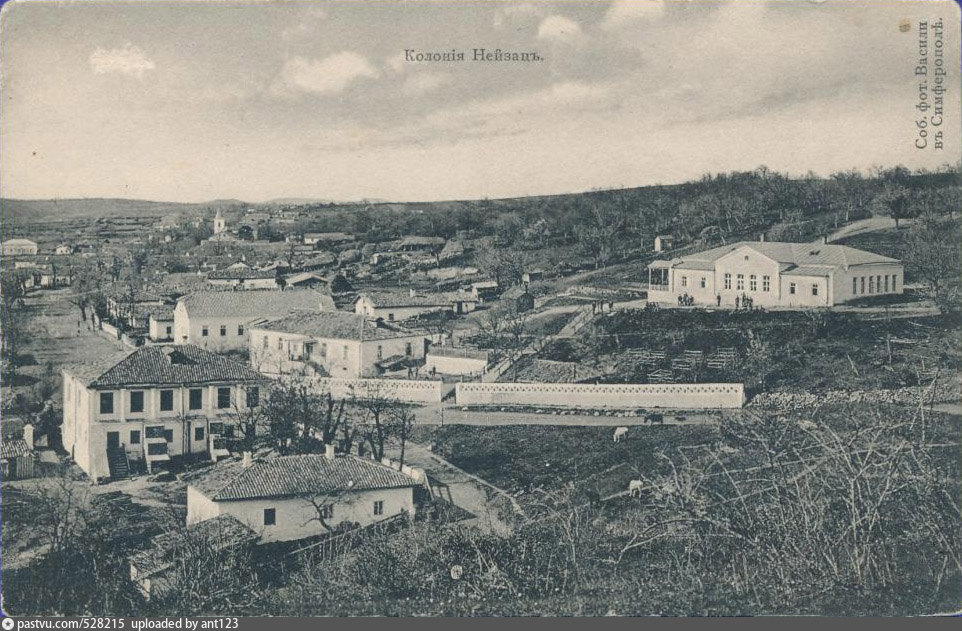
Нейзац, открытка начала XX века

В 1860-х годах, после земской реформы Александра II, деревню приписали к Зуйской волости. В «Списке населённых мест Таврической губернии по сведениям 1864 года», составленном по результатам VIII ревизии 1864 года, Нейзац — немецкая колония ведомства попечительства иностранным поселенцам южного края России, с 41 двором, 510 жителями и лютеранской церковью при речке Зуе. В селе находился окружной колониальный приказ. На трёхверстовой карте Шуберта 1865—1876 года в немецкой колонии Нейзац обозначено 38 дворов. В 1871 году, в свете «Правил об устройстве поселян-собственников, бывших колонистов», утверждённых Александром II, Нейзац сделали центром одноимённой немецкой волости, существовавшей до 1915 года. В 1876 году в селе открыли «центральное училище» (аналог среднего образования). На 1886 год в немецкой колонии Нейзац (она же Чукурча), согласно справочнику «Волости и важнѣйшія селенія Европейской Россіи», проживало 968 человек в 48 домохозяйствах, действовали волостное правление, лютеранская церковь и 2 школы. В «Памятной книге Таврической губернии 1889 года» по результатам Х ревизии 1887 года записан Нейзац с 60 дворами и 365 жителями.

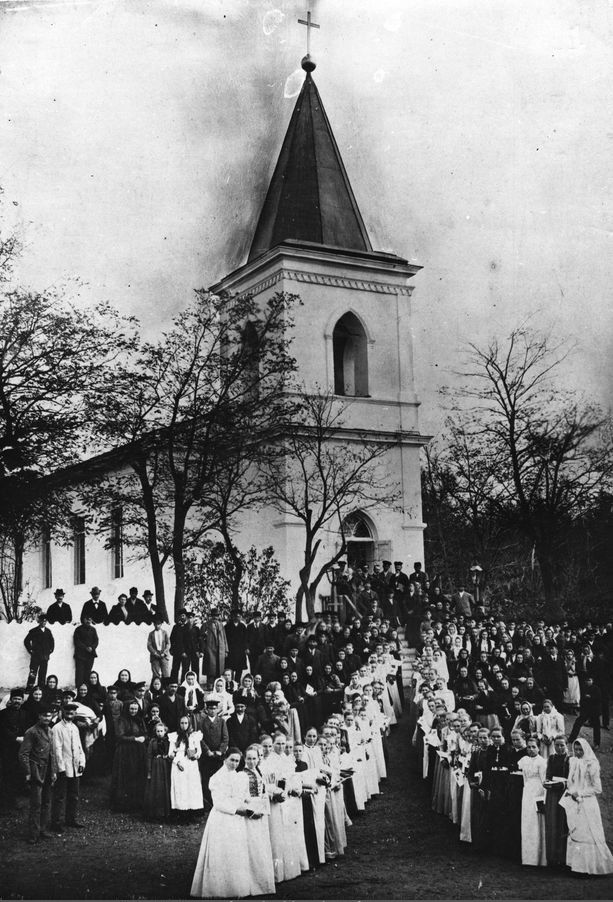
Евангелистско-Лютеранская церковь, Нейзац, Таврическая губерния, 1902 год

После земской реформы 1890-х годов Нейзацкая волость была упразднена и село приписали к Зуйской. На верстовой карте 1890 года в деревне обозначено 47 дворов с немецским населением. Согласно «…Памятной книжке Таврической губернии на 1892 год», в селе Нейзац, составлявшем Нейзацкое сельское общество, было 1267 жителей в 38 домохозяйствах, на 1460 десятинах собственной земли. По «…Памятной книжке Таврической губернии на 1902 год» в селе Нейзац, составлявшем Нейзацкое сельское общество, числилось 1237 жителей в 38 домохозяйствах. На 1914 год в селении действовали немецкая земская школа и Нейзацкое кредитное товарищество. В связи с началом первой мировой войны было произведено переименование немецких населённых пунктов и по Статистическому справочнику Таврической губернии. Ч.II-я. Статистический очерк, выпуск шестой Симферопольский уезд, 1915 год, в деревне Чукурча (Нейзац) Зуйской волости Симферопольского уезда числилось 55 дворов с немецким населением в количестве 1286 человек приписных жителей и 68 — «посторонних», из которых 666 мужчин и 620 женщин. Жители владели 1018 десятинами удобной земли. В хозяйствах имелось 209 лошадей, 100 волов, 141 корово и 180 голов мелкого скота. В том же году в селе построена новая церковь. Согласно списку 1915 года «…русских подданных из австрийских, венгерских или германских выходцев» землевладельцев, опубликованном в газете «Таврические губернские ведомости» в апреле 1915 года, значатся купившие участки земли при деревне Нейзац: Безганс Иосиф Якубов — 13 десятин, Вейтман Петр Георгов — 106 квадратных саженей, Гнамм Вильгельм Михелев — 6 десятин, Гнамм Ева Фридриховна — 94 кв. саж., Гибнер Георг Христианов — 157 кв. саж., Майер Людвиг Венделинов — 800 кв. саж., Нефф Леонгард Генрихов — 735 кв. саж., Траксель Генрих Генрихов — 3 десятины, Цееб Георг Филиппов — 15 десятин, Янле Август Иоганнов — 105 кв. саж. и Цибарт Георг Данилов — 5 участков общей площадью свыше 21 десятины.
После установления в Крыму Советской власти, по постановлению Крымревкома от 8 января 1921 года была упразднена волостная система и село включили в состав вновь созданного Подгородне-Петровского района Симферопольского уезда, а в 1922 году уезды получили название округов. 11 октября 1923 года, согласно постановлению ВЦИК, в административное деление Крымской АССР были внесены изменения, в результате которых был ликвидирован Подгородне-Петровский район и образован Симферопольский и село включили в его состав. Согласно Списку населённых пунктов Крымской АССР по Всесоюзной переписи 17 декабря 1926 года, в селе Нейзац (Чокурча), центре Нейзацкого сельсовета Симферопольского района, числилось 133 двора, из них 95 крестьянских, население составляло 595 человек, из них 528 немцев, 40 русских, 14 татар, 5 чехов, 4 армян, 2 украинца, 2 записаны в графе «прочие», действовали немецкие школы I и II ступени. Постановлением ВЦИК от 10 июня 1937 года был образован новый, Зуйский район, в который вошло село). По данным всесоюзной переписи населения 1939 года в селе проживало 868 человек.

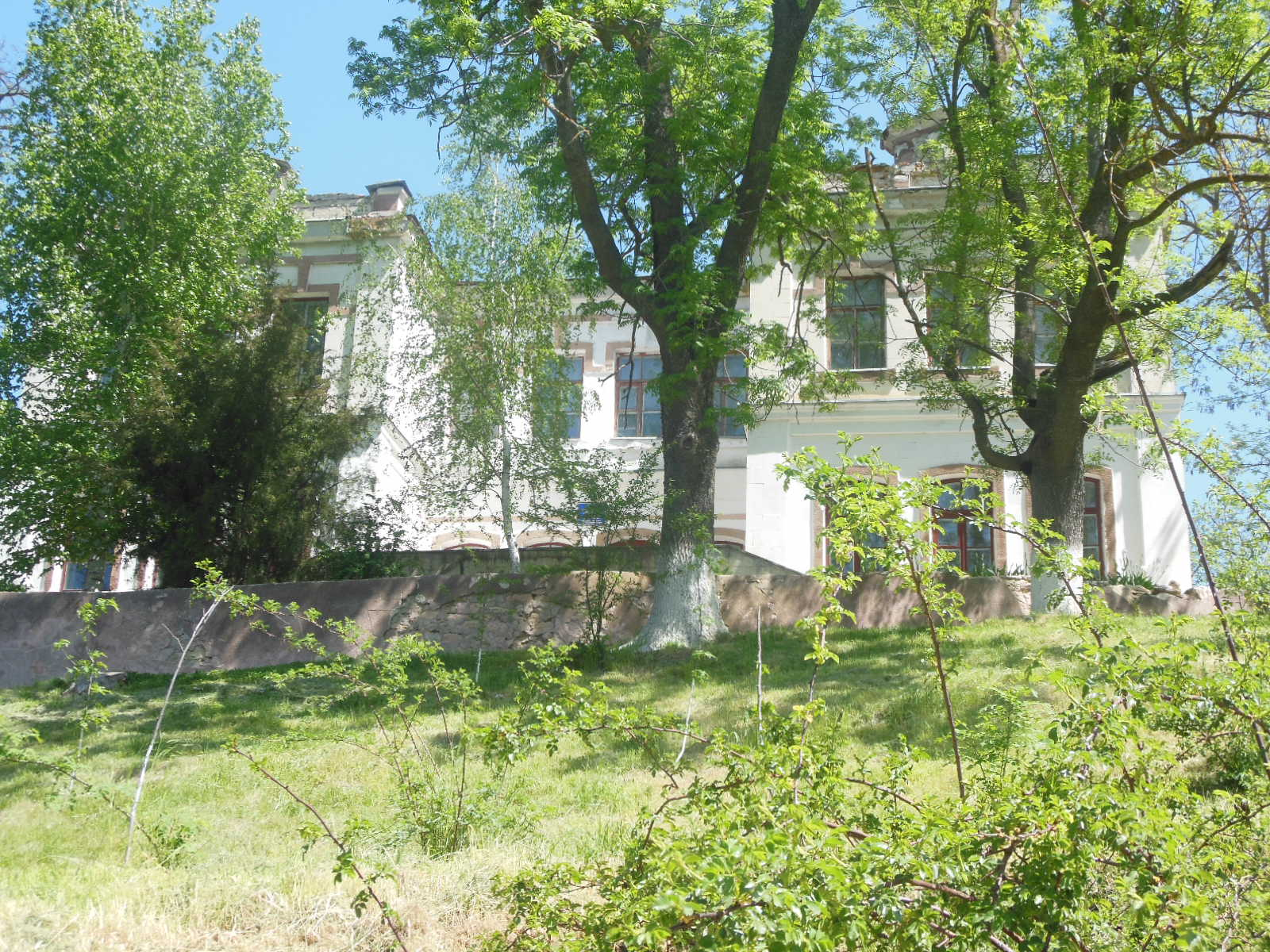
МБОУ Красногорская ОШ им. Л. К. Никитиной в здании постройки 1876 года

Вскоре после начала Великой Отечественной войны, 18 августа 1941 года крымские немцы были выселены, сначала в Ставропольский край, а затем в Сибирь и северный Казахстан. В период оккупации Крыма, 13 и 14 декабря 1943 года, в ходе операций «7-го отдела главнокомандования» 17 армии вермахта против партизанских формирований, была проведена операция по заготовке продуктов с массированным применением военной силы, в результате которой село Нейзац было сожжено и все жители вывезены в Дулаг 241.
В 1944 году, после освобождения Крыма от фашистов, 12 августа 1944 года было принято постановление № ГОКО-6372с «О переселении колхозников в районы Крыма» и в сентябре 1944 года в район приехали первые новоселы (212 семей) из Ростовской, Киевской и Тамбовской областей, а в начале 1950-х годов последовала вторая волна переселенцев из различных областей Украины. Указом Президиума Верховного Совета РСФСР от 21 августа 1945 года Нейзац был переименован в Красногорское и Нейзацкий сельсовет — в Красногорский. С 25 июня 1946 года Красногорское в составе Крымской области РСФСР. 26 апреля 1954 года Крымская область была передана из состава РСФСР в состав УССР, в том же году образован Ароматновский сельсовет, в который вошло село. После ликвидации в 1959 году Зуйского района, село включили в состав Белогорского. По данным переписи 1989 года в селе проживало 302 человека. С 12 февраля 1991 года село в восстановленной Крымской АССР, 26 февраля 1992 года переименованной в Автономную Республику Крым. С 21 марта 2014 года в составе Крыма аннексировано Россией.